# 炎の蛇

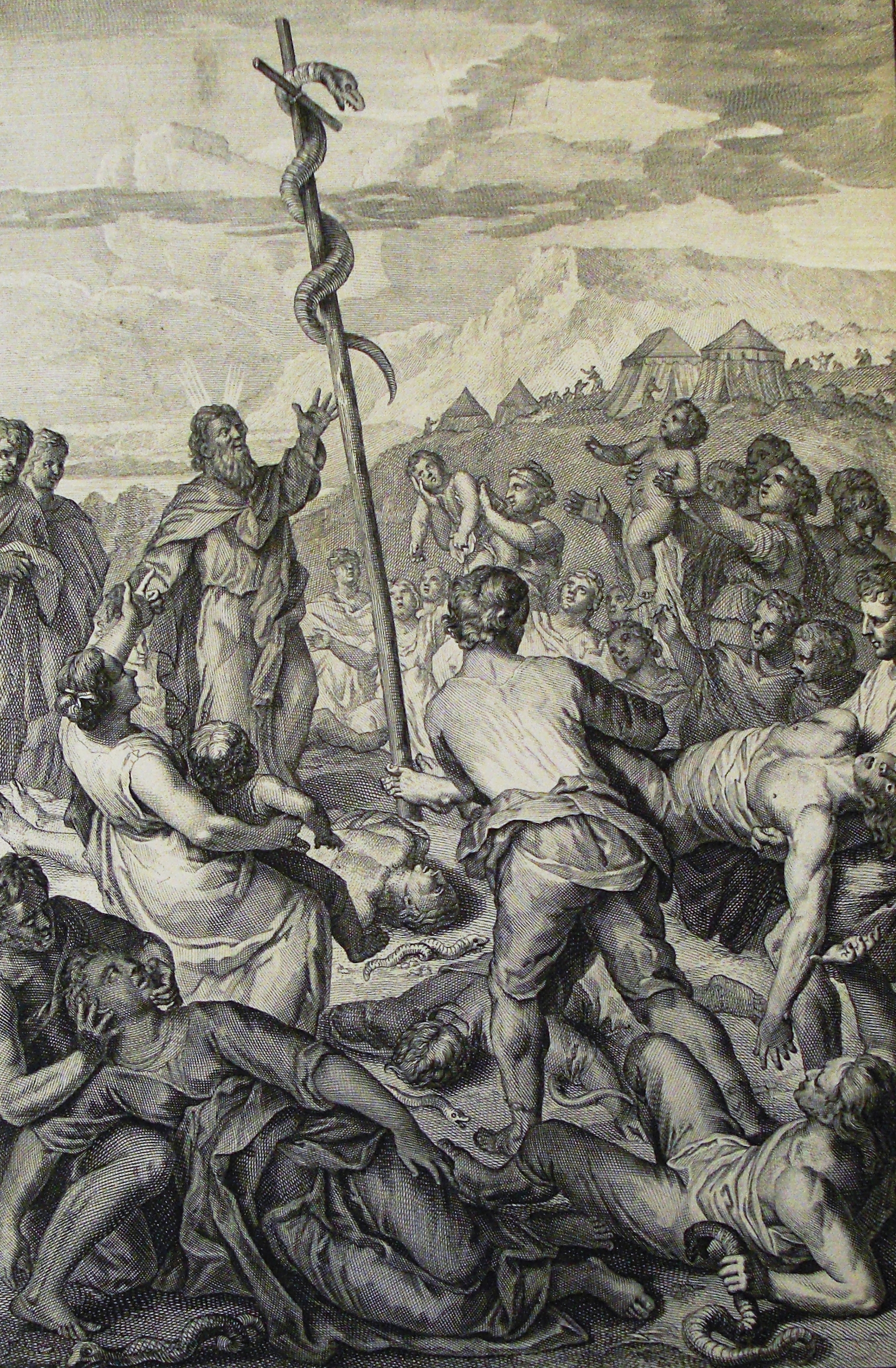
炎の蛇に噛まれたイスラエル人（民数記21章）フィリップ・メドハーストの聖書イラストコレクションより

炎の蛇（ほのおのへび）とは旧約聖書に登場する動物である。
記述から荒れ野に生息する動物だと考えられる。

## 解説
イザヤ書30章6節には「ネゲブの獣についての託宣。彼らはその富をロバの背に宝をラクダのこぶに載せてほえたける雌獅子や雄獅子や蝮や、飛び回る炎の蛇が住む　悩みと苦しみの道を経て益を与えることのない国に赴く」という記述がある。
申命記8章にも、15炎の蛇とさそりのいる、水のない乾いた、広くて恐ろしい荒れ野を行かせ、硬い岩から水を湧き出させ、 16あなたの先祖が味わったことのないマナを荒れ野で食べさせてくださった。それは、あなたを苦しめて試し、ついには幸福にするためであった。と記述されている。
民数記21章6節から9節では、6主は炎の蛇を民に向かって送られた。蛇は民をかみ、イスラエルの民の中から多くの死者が出た。７節民はモーセの元に来ていった。「わたしたちは主とあなたを非難して罪を犯しました。主に祈って、わたしたちから蛇をとりのぞいてください。」モーセは民のために主に祈った。８主はモーセにいわれた。「あなたは炎の蛇を造り旗竿の先に掲げよ。蛇に噛まれた者がそれを見上げれば、命を得る。」９モーセは青銅で一つの蛇を造り、旗竿の先に掲げた。蛇が人をかんでも、その人が青銅の蛇を仰ぐと、命を得た。と記述される。